# Nederlandse Mycologische Vereniging
De Nederlandse Mycologische Vereniging (NMV) is een Nederlandse vereniging met als doel de bevordering van de kennis van de mycologie. Het lidmaatschap van de vereniging staat zowel open voor professionals als amateurs die zich met de mycologie bezighouden. De NMV is op 17 oktober 1908 opgericht als de Nederlandsche Mycologische Vereeniging.  
De NMV organiseert diverse activiteiten voor haar leden zoals de nieuwjaarsbijeenkomst waarop (dia)lezingen plaatsvinden. Elk jaar is er de algemene ledenvergadering die meestal in april valt. De vereniging organiseert tweemaal per jaar een werkweek, waarvan er één in Nederland plaatsvindt en één in een ander land. In deze werkweken worden de paddenstoelen van een bepaald gebied bestudeerd. 
De NMV heeft een aantal commissies en werkgroepen die zich met specifieke gebieden van de mycologie bezighouden. De wetenschappelijke commissie organiseert bijeenkomsten met een wetenschappelijk karakter zoals de floradag (dag met lezingen over een specifiek thema), studiedagen over specifieke taxa en cursussen, zoals microscopie- en determinatiecursussen. De Commissie Paddenstoelen en Natuurbehoud houdt zich bezig met beschermingsmaatregelen voor paddenstoelen. De Werkgroep Paddenstoelenkartering Nederland houdt zich bezig met het in kaart brengen van het voorkomen van paddenstoelen in Nederland. 
Het Paddenstoelenmeetnet houdt in samenwerking met het Westerdijk Fungal Biodiversity Institute de aantalsontwikkeling van paddenstoelen in de gaten en is een onderdeel van het Netwerk Ecologische Monitoring (NEM), een landelijk samenwerkingsverband tussen de overheid en een aantal particuliere gegevensbeherende organisaties (PGO's), waarin de aantalsontwikkelingen van allerlei organismen worden gevolgd. Cristella is de naam van de werkgroep die zich bezighoudt met de studie van de Aphyllophorales (korstjes, polyporen, tril-, knots- en stekelzwammen). Deze werkgroep is een gezamenlijk initiatief van de Nederlandse Mycologische Vereniging en de Koninklijke Antwerpse Mycologische Kring. Hiernaast bestaan er in Nederland nog diverse regionale paddenstoelenwerkgroepen die deel uitmaken van de NMV. 
Sinds een aantal jaar participeert de NMV samen met een aantal andere particuliere gegevensbeherende organistaties in de koepelorganisatie Stichting VeldOnderzoek Flora en Fauna (VOFF). Tevens participeert de NMV in het Nederlands Soortenregister, een online overzicht van de Nederlandse biodiversiteit. 
Sinds 1954 verschijnt Coolia, het verenigingsblad van de NMV. Daarnaast is de NMV verantwoordelijk voor andere publicaties, waaronder boeken die in samenwerking met de Koninklijke Nederlandse Natuurhistorische Vereniging worden uitgegeven. 
De NMV heeft een bibliotheek die in het Westerdijk Fungal Biodiversity Institute in Utrecht gevestigd is. Leden van de NMV kunnen hier gratis boeken raadplegen en lenen. 